# Осветници: Тајни ратови
Осветници: Тајни ратови (енгл. Avengers: Secret Wars) је предстојећи амерички суперхеројски филм из 2027. године, заснован на тиму Осветника из Марвелових стрипова. Наставак је филма Осветници: Судњи дан (2026), шесто је остварење у серијалу Осветници и 41. је филм Марвеловог филмског универзума (МФУ). Режију потписују Ентони и Џо Русо, према сценарију који су написали Мајкл Волдрон и Стивен Макфили, а главне улоге у филму тумаче Роберт Дауни Млађи, Ванеса Кирби, Ентони Маки, Ебон Мос-Бакрак, Џозеф Квин, Педро Паскал и Бенедикт Камбербач.
Два нова филма о Осветницима, Династија Канг и Тајни ратови, најављена су у јулу 2022. као закључак шесте фазе МФУ-а и Саге о мултиверзуму. Волдрон се у октобру те године придружио као сценариста. У јулу 2024. најављено је да ће браћа Русо бити редитељи, а Макфили други сценариста.
Филм ће изаћи 17. децембра 2027. године.

## Улоге
| Глумац             | Улога                              |
| ------------------ | ---------------------------------- |
| Роберт Дауни Млађи | Виктор фон Дум / Доктор Дум        |
| Педро Паскал       | Рид Ричардс / Господин Фантастични |
| Ванеса Кирби       | Сју Сторм / Невидљива Жена         |
| Џозеф Квин         | Џони Сторм / Људска Бакља          |
| Ебон Мос-Бакрак    | Бен Грим / Створ                   |
| Ентони Маки        | Сем Вилсон / Капетан Америка       |
| Бенедикт Камбербач | доктор Стивен Стрејнџ              |